# 梅园公园
梅园公园是位於中華人民共和國上海市浦東新區乳山路的一個公園。占地1.88万平方米，1986年11月开工，1987年9月竣工开放。公园內種有梅花，此外還有乔木、灌木。1992年初，公园一度改建为中国古代民族娱乐村。2009年再度改造，恢复該公園的居住区小游园的功能和定位。